# M/F Smyril
Az M/F Smyril Feröer legnagyobb belföldi komphajója (a név előtti M/F prefix is a Motor Ferry, vagyis motoros komp rövidítésből ered), amelyet a Strandfaraskip Landsins üzemeltet. Több hajó is szolgált ezen a néven (amelyet eredetileg Smiril formában írtak), a legújabb, ötödik komp 2005-ben érkezett meg Tvøroyribe. A hajó Tvøroyri és Tórshavn között közlekedik. A név jelentése feröeri nyelven kis sólyom, ez a szigetcsoport egyetlen ragadozómadara.

## Története

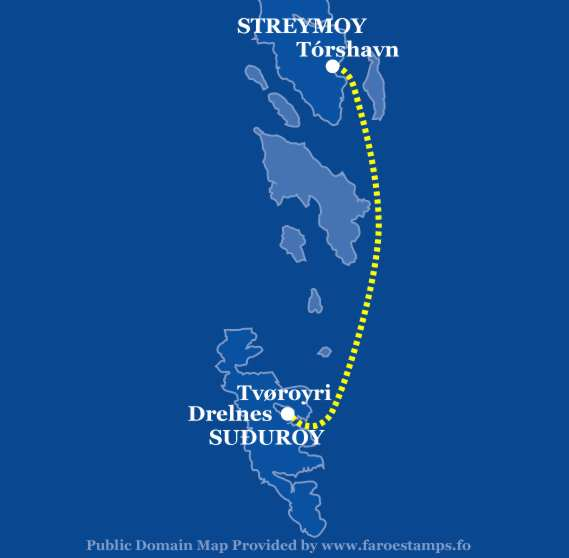
A Smyril útvonala

Feröeri legdélibb szigete, Suðuroy viszonylag távol fekszik a többi szigetől, és mivel korábban a közlekedés nyitott csónakokkal rendkívül fáradságos és veszélyes volt, eléggé elszigetelődött a szigetcsoport többi részétől. A postai szolgáltatás is rendszertelen és megbízhatatlan volt. Amikor a királyi kereskedelmi monopólium lebontása és a szabad kereskedelem bevezetése után, a 19. század második felében a kereskedelem virágzásnak indult, megnőtt az igény egy rendszeres postai, személy- és áruszállítási kapcsolatra a szigetek között. Suðuroyon, ahol különösen a tengeri halászat és a szárított tőkehal termelés fejlődött, Tvøroyri lett a gazdasági élet központja. Innen indult az a kezdeményezés is, hogy rendszeres összeköttetést teremtsenek a szigetek között.

### Smiril I

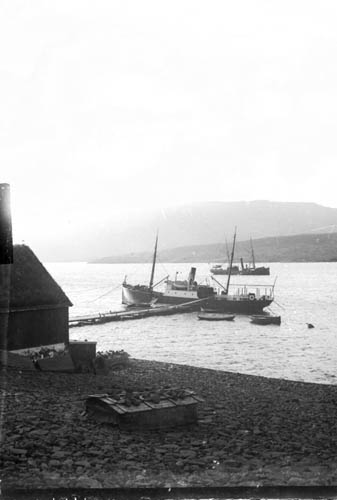
A Smiril I Tvøroyriben, 1899

1895-ben a Tvøroyri székhelyű J. Mortensen kereskedelmi társaságnak volt egy kis gőzhajója, amelyet a malmői Kochum Mekaniska Verkstad AB épített. A hajó, amely a Smiril nevet kapta, 1896 januárjában állt szolgálatba. Mivel ennek a hajónak kellett kiszolgálnia szinte minden települést Feröeren, az indulások között hosszú idő telt el. A hajó csak néhány helyen tudott kikötni a rakpartnál, másutt csónakokkal kellett megoldani a ki- és berakodást a beljebb horgonyzó Smirilről. Ennek ellenére hatalmas fejlődést jelentett az üzembe állítsa, különösen a postai szolgáltatás területén. 1917-ben az állam vette át a hajó üzemeltetését, és azóta minden utódját is állami társaság üzemelteti.

### Smiril II

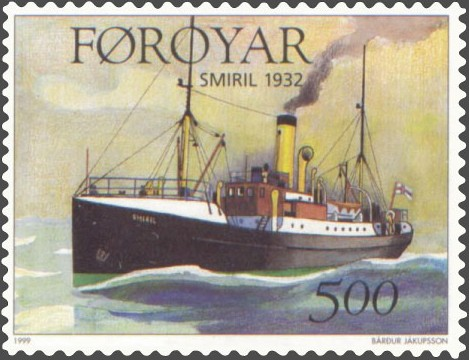
A Smiril II

1931-ben a Løgting új hajót építtetett Frederikshavnban. Ez a Smiril II tágasabb és kényelmesebb volt az utasok számára; volt benne szalon és dohányzószoba kanapékkal és kényelmes fotelokkal, sőt még hálókabinok is. Ebben az időszakban számos új útvonalat nyitottak a feröeri falvak között, és sokhelyütt új rakpartokat is építettek. A kisebb településeket más hajók látták el, így az új Smiril csak a nagyobb kereskedelmi központokban kötött ki (például Vestmanna, Miðvágur, Nólsoy, Klaksvík és Eysturoy keleti partjának települései), és Suðuroy felé is sűrűbb kapcsolatot tudott biztosítani a sandoyi Skálavíkon keresztül.

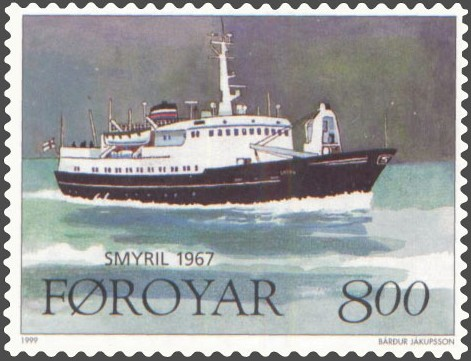
A Smyril III

### Smyril III
A harmadik Smyrilt 1967-ben építették a tórshavni hajógyárban. (A név írásmódja egy helyesírási reform miatt változott meg.) Ezzel a gyors motoros hajóval, amely elődjéhez képest rendkívül stabil felépítésű volt, a Tórshavn és Suðuroy közötti menetidő négyről három órára csökkent. A 300 személy befogadására alkalmas hajó el tudta látni a Tórshavn, Suðuroy és Klaksvík közötti kapcsolatok kiszolgálását. Az 1960-as évek végén és az 1970-es években azonban a szigetek infrastruktúrája gyors ütemben ékpült ki: utakat, alagutakat, gátakat és hidakat építettek, és új kikötőket is létesítettek. A motorizáció fokozódásával megnőtt az igény egy autókompra.

### Smyril IV

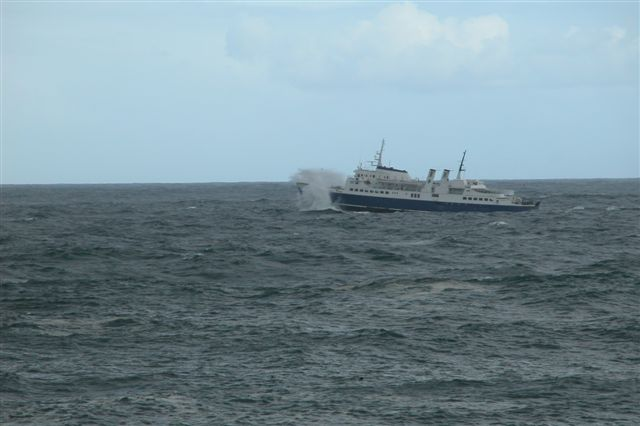
A Smyril IV napi útvonalán

1975-ben a Strandfaraskip Landsins úgy döntött, hogy vásárol egy  hatéves autókompot a dán Danish Molslinjen hajótársaságtól. Átkeresztelték Smyril névre, és az elődjével azonos útvonalon állították szolgálatba. Ezzel a nagy, stabilizátorokkal ellátott tengerjáró hajóval a Suðuroy és Tórshavn közötti menetidő két órára csökkent; az emberek egy nap alatt megfordulhattak a fővárosba és vissza.
A Smyrilt 2005. szeptember 1-jén hivatalosan átkeresztelték Smyril I-re, hogy a nevet megkaphassa az ötödik Smyril, majd miután az átvette szerepét, a Karibi térségbe értékesítették.

### Smyril V

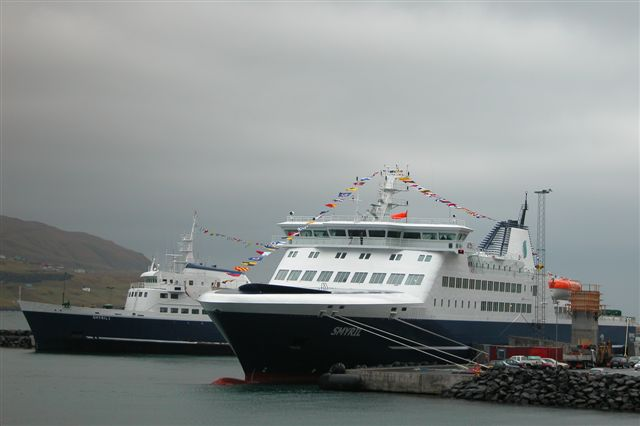
A régi és az új Smyril

A legújabb, ötödik Smyrilt 2004 őszén kellett volna átadnia a spanyol Izar hajógyárnak, de a privatizáció körüli munkaügyi viták miatt ezt előbb 2005 februárjára halasztották, végül szeptemberig húzódott.
Ezt a modern komphajót San Fernandóban építették a dániai Knud E. Hansen A/S tervei alapján. A 135 méter hosszú hajó két beszállórámpáján rövid idő alatt 200 autó (vagy 60 teherautó) és csaknem ezer utas szállhat fel. 21 csomós csúcssebessége és majdnem 5000 tengeri mérföldes hatósugara transzatlanti utakra is alkalmassá teszi, de különösen a Suðuroy és Tórshavn közötti személy- és áruforgalom lebonyolítására képezték ki. Honos kikötője Tvøroyri. A fővárosig tartó 32 tengeri mérföldes hajóutat 90 perc alatt teszi meg. A Smyrilt szeptember 24-én keresztelte San Fernandóban Anita Eidesgaard, Jóannes Eidesgaard miniszterelnök felesége. A hajót október 15-én mutatták be a nagyközönségnek, majd két heti próbajárat után november 1-jén állt szolgálatba.

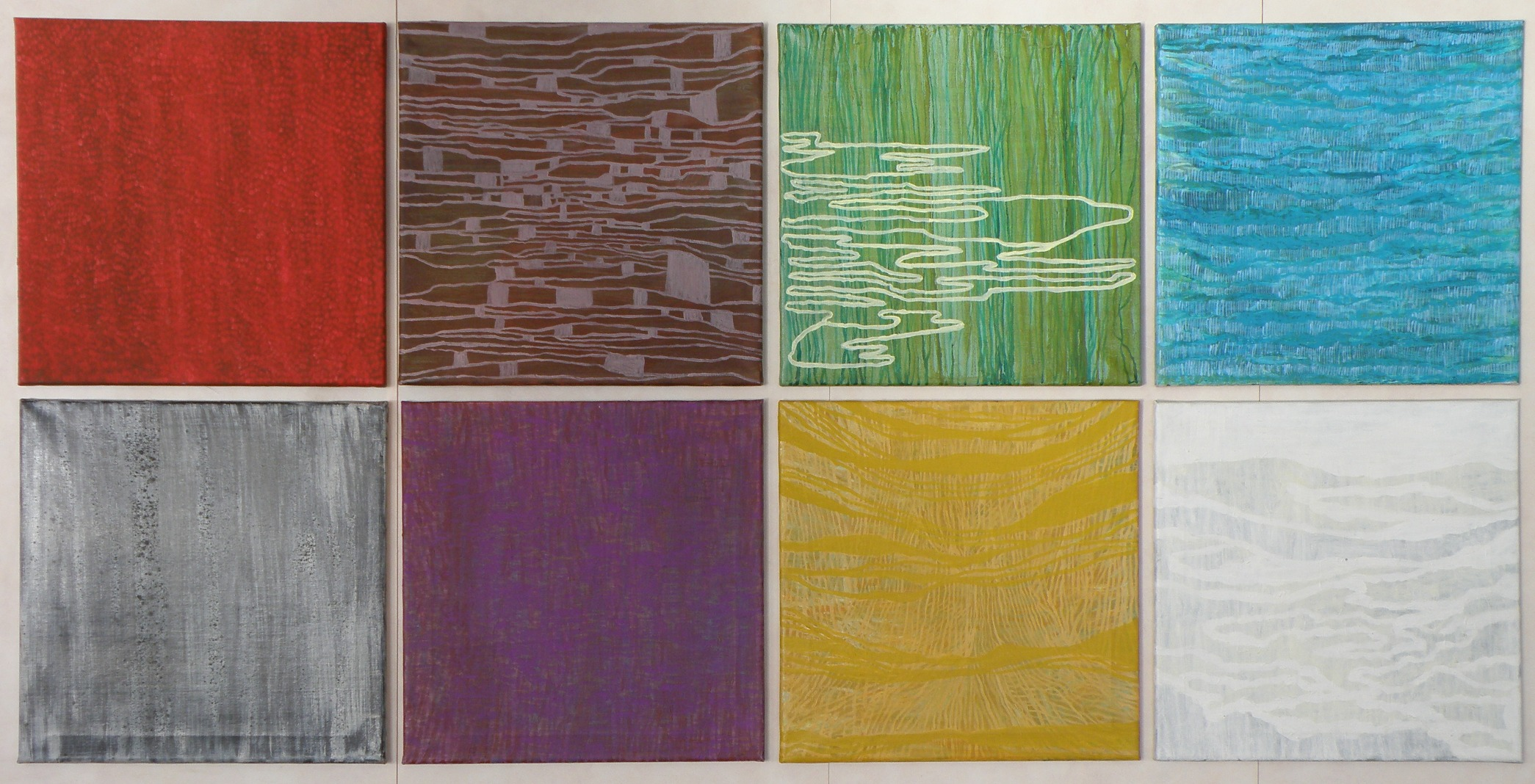
Carpe Diem, Aggi Ásgerð Ásgeirsdóttir művei az M/F Smyril komphajó fedélzetén

Az új hajó szolgálatba állításakor úgy döntöttek, hogy a hajót fiatal művészek munkáival díszítik. A hét kiválasztott művész egyike Aggi Ásgerð Ásgeirsdóttir lett Carpe Diem című sorozatával; rajta kívül Hansina Iversen, Anker Mortensen, Rannvá Pálsdóttir Kunoy, Hanni Bjartalíð, Marius Olsen és Bjarne Werner Sørensen művei díszítik a hajót.